# Makosza-Reaktion
Die Makosza-Reaktion ist eine Namensreaktion der organischen Chemie, welche 1983 erstmals von Mieczysław Mąkosza vorgestellt und nach ihm benannt wurde. Die Reaktion ist auch unter stellvertretender nucleophiler Substitution bekannt. Die Reaktion dient der Einführung von Alkylresten mit funktionellen Gruppen in elektrophilen Aromaten (Nitroaromaten und Heteroaromaten).

## Übersichtsreaktion
Die Makosza-Reaktion ist eine Substitutionsreaktion und erfolgt in mehreren Reaktionsschritten. Dies geschieht mit dem Gebrauch von Carbanionen, die eine Abgangsgruppe (X=Cl, Br, PhO, PhS etc.) am nucleophilen Zentrum aufweisen. Außerdem sollte das Carbanion eine elektronenziehende Gruppe (EWG = Electron Withdrawing Group) (EWG=SO2Ph, SO2N, CN, CO2Et etc.) besitzen. Obwohl die Nitrogruppe im Nitrobenzol normalerweise meta-dirigierend wirkt, wird bei dieser Reaktion die ortho- bzw. die para-Stellung vom Zweitsubstituenten bevorzugt eingenommen.

## Reaktionsmechanismus
Im vorgeschlagenen Reaktionsmechanismus wird das Nitrobenzol 1 von dem Carbanion 2 nucleophil angegriffen. Der Einfachheit halber wird im hier vorgestellten Mechanismus nur die Bildung des ortho-Produktes beschrieben. Durch die Abspaltung von HX im Anion 3, entsteht das Anion 4. Die Protonierung von 4 liefert schließlich das Produkt 5.
Daneben entsteht – wie oben bereits erwähnt – analog die stellungsisomere para-Version von 5.

## Geschichte
Bis Ende der 1970er Jahre war die nucleophile Substitution in aromatischen Ringen lediglich auf den Ersatz von Halogenen oder anderen nucleofugalen Gruppen beschränkt. Der nucleophile Austausch von Wasserstoff galt zu diesem Zeitpunkt noch als Sonderfall. Im Jahr 1983 veröffentlichte Makosza dann einen Mechanismus nach dem der Austausch von Wasserstoff passieren sollte. Diesen Mechanismus stellte er durch Bestimmung des kinetischen Isotopeneffekts und den Einfluss der Base auf die Reaktionsgeschwindigkeit auf. Jedoch fällt auf, dass es am Carbanion eine weitere Abgangsgruppe gibt, welche tatsächlich anstelle des Wasserstoff-Atoms weicht. Da diese Abgangsgruppe somit als stellvertretende Abgangsgruppe auftritt, wurde die Reaktion auch stellvertretende nucleophile Substitution von Wasserstoff genannt.
Eine Reaktion, die Makosza während seiner Forschungen entdeckte, war die Folgende: Nitrobenzol 6 reagiert mit Chlormethylphenylsulfon 7 mit Hilfe von Kaliumhydroxid als Base und Dimethylsulfoxid als Lösungsmittel zu einem in ortho-Stellung substituierten Nitrobenzolderivat 8 und einem in para-Stellung substituierten Nitrobenzolderivat 9.

## Anwendung
Die größte Anwendung der Makosza-Reaktion liegt in der Synthese von heterocyclischen Ringen. Auch kann diese Reaktion für die Synthese von Naturstoffen verwendet werden. So kann zum Beispiel Eupolauramin – ein aus der Rinde einer afrikanischen Pflanze isolierte Azaphenanthrenalkaloid –  hergestellt werden.